# Comanopa fasciata
Comanopa fasciata är en insektsart som beskrevs av Rauno E. Linnavuori 1956. Comanopa fasciata ingår i släktet Comanopa och familjen dvärgstritar. Inga underarter finns listade i Catalogue of Life.